# Слепо куче
Слепо куче или европско слепо куче (лат. Spalax leucodon) је глодар из породице слепих кучића (лат. Spalacidae).

## Распрострањење
Врста је присутна у Босни и Херцеговини, Бугарској, Грчкој, Мађарској, Македонији, Молдавији, Румунији, Србији, Турској, Украјини, Црној Гори.

## Станиште
Слепо куче има станиште на копну.

## Начин живота
Број младунаца које женка доноси на свет је обично 2-4.

## Угроженост
Подаци о распрострањености ове врсте су недовољни.

### Популациони тренд
Популација ове врсте се смањује, судећи по расположивим подацима.